# Папірня (Шосткинський район)
Папі́рня — село в Україні, у Ямпільській селищній громаді Шосткинського району Сумської області. Населення становить 10 осіб. До 2020 орган місцевого самоврядування — Шатрищенська сільська рада.

## Географія
Село Папірня знаходиться на правому березі річки Івотка, вище за течією на відстані 5 км розташоване село Івотка, нижче за течією на відстані 2 км розташоване ліквідоване село Жиданів. Село оточене великим лісовим масивом (сосна). По селу протікає пересихаючий струмок з загатами.

## Історія
Іван Неплюєв побудував у 1836 на річці Івотка паперову фабрику на 78 робочих місць. Папір, що виготовлявся на ній був хорошої якості, з водяними знаками, відомий за межами Глухівського повіту. Біля фабрики селилися селяни. Населений пункт назвали Папірнею. 
12 червня 2020 року, відповідно до розпорядження Кабінету Міністрів України № 723-р «Про визначення адміністративних центрів та затвердження територій територіальних громад Сумської області», село увійшло до складу Ямпільської селищної громади. 
19 липня 2020 року, в результаті адміністративно-територіальної реформи та ліквідації Ямпільського району, село увійшло до складу новоутвореного Шосткинського району.